# Китеж (печера)
Китеж (рос. Китеж) — печера в Архангельській області, на Біломорсько-Кулойському плато європейської півночі Росії. Карстова печера горизонтального типу простягання. Загальна протяжність — 953 м. Глибина печери становить 14 м. Категорія складності проходження ходів печери — 1.